# میلی کارلوچی
میلی کارلوچی (ایتالیایی: Milly Carlucci؛ زادهٔ ۱ اکتبر ۱۹۵۴) بازیگر، مجری تلویزیون و خواننده اهل ایتالیا است.
وی در سال ۱۹۹۶ سفیر حسن نیت یونیسف شد و در سال ۲۰۰۴ موفق به دریافت نشان شایستگی از جمهوری ایتالیا گردید.
از فیلم‌های او می‌توان به رام کردن زن سرکش و ماجراهای هرکول اشاره کرد.